# 保羅·史高菲
大衛·保羅·史高菲，CH，CBE（英語：David Paul Scofield，1922年1月21日—2008年3月19日），英國著名舞台及電影演員，以其獨特聲線及風格著稱，於1966年憑飾演電影《日月精忠》（A Man for All Seasons）中托馬斯·摩爾爵士一角，成為當年奧斯卡及BAFTA影帝。在此以前，史高菲亦曾於倫敦西區及紐約百老匯擔演《日月精忠》舞台劇版本的同一角色，並曾獲東尼獎。史高菲是仅有的24位实现表演奖大满贯的演员之一。